# Château de Val-Freneuse
Le château de Val-Freneuse ou château du Val est une demeure du XVIIe siècle qui se dresse sur le territoire des communes françaises de Freneuse et Sotteville-sous-le-Val, dans le département de la Seine-Maritime, en région Normandie. L'édifice est partiellement inscrit au titre des monuments historiques.

## Localisation
Le château est situé dans les communes de Freneuse et Sotteville-sous-le-Val, dans le département français de la Seine-Maritime.

## Historique
Le fief du Val fut, pendant plus de deux siècles, la possession de la famille Le Cornier,. En 1771, Suzanne Le Cornier de Sainte-Hélène fait don à Jacques Allard, conseiller du roi et receveur des consignations, des fiefs et seigneuries du Val et de Villermont avec la sergenterie noble de Freneuse et « le manoir du Val, bâtiments et jardins, cours, appartenances, fermes, colombiers, terres et héritages… ». C'est à celui-ci que l'on doit la reconstruction du château.
Constant Flavigny, manufacturier à Elbeuf acheta en 1886 le château du Val-Freneuse (qui avait appartenu aux Allard) et le donna à sa fille Alice épouse Charles Cordonnier, drapier d'Elbeuf. La famille Cordonnier conserva ce château jusqu'en 1962.

## Description
L'édifice est construit en pierre, brique, ciment et silex.
L'entrée de l'édifice comporte un blason. Des boiseries sont présentes.
La chapelle de style néogothique, construite au XIXe siècle, conserve des boiseries.

## Protection
Les façades et toitures des trois tourelles du jardin et la grille du parc sont inscrites au titre des monuments historiques par arrêté du 21 décembre 1977.